# Srefidensi Dey
Srefidensi Dey, ieder jaar op 25 november, is een evenement dat de Surinaamse onafhankelijkheid sinds 25 november 1975 markeert. Het is een nationale feestdag in Suriname. Er wordt bij stilgestaan door Surinamers in binnen- en buitenland, onder meer door middel van meerdere festivals.
In 2010 werd de dag ervoor het Srefidensimonument onthuld, van de hand van kunstenaar George Struikelblok. Het staat aan de oever van de Surinamerivier bij Fort Zeelandia.